# Eleições estaduais no Maranhão em 1970
As eleições estaduais no Maranhão em 1970 ocorreram em duas etapas conforme previa o Ato Institucional Número Três para os 22 estados brasileiros e os territórios federais do Amapá, Rondônia e Roraima. Assim a eleição indireta do governador Pedro Santana e do vice-governador Colares Moreira aconteceu em 3 de outubro enquanto a eleição dos senadores Alexandre Costa e José Sarney, dos sete deputados federais e vinte e um estaduais ocorreu em 15 de novembro.
Natural de Nova Iorque, o governador Pedro Santana estudou em Floriano e São Luís antes de migrar para o Rio de Janeiro onde se formou na Faculdade de Medicina da Universidade Federal do Rio de Janeiro com especialização em Medicina Legal. Titular do Colégio Brasileiro de Cirurgiões, integrou também a Sociedade de Medicina e Cirurgia, a Sociedade Brasileira de Oftalmologia a Sociedade de Medicina Legal e a Academia Maranhense de Letras, voltou ao Maranhão e clinicou para a Legião Brasileira de Assistência, dirigiu o Instituto Médico Legal e lecionou na Universidade Federal do Maranhão. Seu primeiro cargo público foi o de prefeito de São Luís durante o Estado Novo com o apoio do governador Paulo Ramos. Secretário de Fazenda após a eleição de José Sarney para o Palácio dos Leões em 1965 deixou o cargo e foi escolhido governador do Maranhão pelo presidente Emílio Garrastazu Médici com posterior referendo da ARENA. Sobre o vice-governador Colares Moreira, este fora eleito deputado estadual pelo PR em 1947.
O senador mais votado foi o advogado e escritor José Sarney. Nascido em Pinheiro ele se formou em 1953 pela Universidade Federal do Maranhão e no mesmo ano ingressou na Academia Maranhense de Letras. Filiado ao PSD chegou a ser correligionário de Vitorino Freire e foi eleito suplente de deputado federal em 1954 chegando a ser convocado. Reeleito via UDN em 1958 e 1962 figurou na ala Bossa Nova do partido. Apoiador do Regime Militar de 1964, foi eleito governador pelo voto direto em 1965 em oposição ao vitorinismo e ingressou na ARENA após o bipartidarismo sendo eleito senador em 1970, como afirmado anteriormente.
A outra vaga ficou com Alexandre Costa, engenheiro civil nascido em Caxias e formado na Universidade Federal de Minas Gerais. Auxiliar do governador Eugênio de Barros foi nomeado por ele prefeito de São Luís e depois secretário de Justiça. Eleito vice-governador do estado pelo PSD em 1955, só tomou posse após dois anos devido a questões judiciais quando já estava no PSP. Efetivado deputado federal após a cassação Neiva Moreira pelos militares através do Ato Institucional Número Um em 1964, foi reeleito em 1966 pela ARENA e conquistou um mandato de senador em 1970.

## Resultado das eleições para governador
A eleição realizada pelos membros da Assembleia Legislativa do Maranhão especialmente convocada para tal fim.
| Candidatos a governador do estado | Candidatos a vice-governador | Número | Coligação             | Votação | Percentual |
| --------------------------------- | ---------------------------- | ------ | --------------------- | ------- | ---------- |
| Pedro Santana ARENA               | Colares Moreira ARENA        | -      | ARENA (sem coligação) | 17      | 100%       |

## Resultado das eleições para senador
Conforme os arquivos do Tribunal Superior Eleitoral foram apurados 558.719 votos nominais (79,40%), 120.607 votos em branco (17,14%) e 24.374 votos nulos (3,46%) resultando no comparecimento de 703.700 eleitores.
| Candidatos a senador da República | Candidatos a suplente de senador | Número | Coligação             | Votação | Percentual |
| --------------------------------- | -------------------------------- | ------ | --------------------- | ------- | ---------- |
| José Sarney ARENA                 | Odilo Costa Filho ARENA          | -      | ARENA (sem coligação) | 236.618 | 42,35%     |
| Alexandre Costa ARENA             | Alfredo Duailibe ARENA           | -      | ARENA (sem coligação) | 183.990 | 32,93%     |
| Epitácio Cafeteira MDB            | José Lima Martins dos Reis MDB   | -      | MDB (sem coligação)   | 138.111 | 24,72%     |

## Deputados federais eleitos
São relacionados os candidatos eleitos com informações complementares da Câmara dos Deputados.

Representação eleita
  ARENA: 6
  MDB: 1

| Deputados federais eleitos | Partido | Votação | Percentual | Cidade onde nasceu | Unidade federativa |
| João Castelo               | ARENA   | 41.701  |            | Caxias             | Maranhão           |
| Américo de Souza           | ARENA   | 36.234  |            | Coroatá            | Maranhão           |
| Henrique de La Rocque      | ARENA   | 34.518  |            | São Luís           | Maranhão           |
| Pires de Saboia            | ARENA   | 29.434  |            | Independência      | Ceará              |
| Freitas Diniz              | MDB     | 21.040  |            | Araioses           | Maranhão           |
| Eurico Ribeiro             | ARENA   | 16.897  |            | Pedreiras          | Maranhão           |
| Osvaldo Nunes Freire       | ARENA   | 15.670  |            | Grajaú             | Maranhão           |

## Deputados estaduais eleitos
O placar final na disputa pelas vinte e uma vagas na Assembleia Legislativa do Maranhão foi de dezessete para a ARENA e quatro para o MDB.

Representação eleita
  ARENA: 17
  MDB: 4

| Deputados estaduais eleitos             | Partido | Votação | Percentual | Cidade onde nasceu | Unidade federativa |
| Luís Rocha                              | ARENA   | 9.812   |            | Loreto             | Maranhão           |
| Ivar Saldanha                           | ARENA   | 9.485   |            | Rosário            | Maranhão           |
| Euvaldo Neiva de Sousa                  | ARENA   | 9.149   |            | Açailândia         | Maranhão           |
| Artur Carvalho                          | ARENA   | 8.861   |            | Cachoeira Grande   | Maranhão           |
| Nagib Haickel                           | ARENA   | 8.788   |            | Pindaré-Mirim      | Maranhão           |
| Napoleão Guimarães                      | ARENA   | 8.432   |            | São João dos Patos | Maranhão           |
| Wilson Ramos Neiva                      | ARENA   | 8.335   |            | Capinzal do Norte  | Maranhão           |
| João Alberto Souza                      | ARENA   | 8.197   |            | Bacabal            | Maranhão           |
| Manoel Maria Soares de Paiva            | ARENA   | 8.004   |            | Pinheiro           | Maranhão           |
| Eliezer Moreira                         | ARENA   | 7.932   |            | Rio de Janeiro     | Rio de Janeiro     |
| Antônio Pontes de Aguiar                | ARENA   | 7.364   |            | Chapadinha         | Maranhão           |
| Alberico de França Soares               | ARENA   | 6.980   |            | Imperatriz         | Maranhão           |
| Orlando Brito de Aquino                 | ARENA   | 6.664   |            | Rosário            | Maranhão           |
| Joaquim Sales de Oliveira Itapary Filho | ARENA   | 6.074   |            | Açailândia         | Maranhão           |
| Acrísio dos Santos Viegas               | ARENA   | 6.027   |            | Cururupu           | Maranhão           |
| Raimundo Gomes de Lima                  | ARENA   | 5.809   |            | Timon              | Maranhão           |
| Marconi Caldas                          | ARENA   | 5.721   |            | São Luís           | Maranhão           |
| Isaac Rubens Brito Dias                 | MDB     | 4.478   |            | São Bento          | Maranhão           |
| José Ribamar Bayma Serra                | MDB     | 4.286   |            | São Luís           | Maranhão           |
| José da Assunção Brandão                | MDB     | 4.042   |            | São Luís           | Maranhão           |
| Bernardo Coelho de Almeida              | MDB     | 3.771   |            | Bequimão           | Maranhão           |